# Kelsey Serwa
Kelsey Serwa (ur. 1 września 1989 w Kelownie) – kanadyjska narciarka dowolna, specjalizująca się w skicrossie. W Pucharze Świata zadebiutowała 5 stycznia 2009 roku w St. Johann in Tirol, zajmując trzecie miejsce. Tym samym już w swoim debiucie nie tylko zdobyła pierwsze pucharowe punkty ale od razu stanęła na podium. Wyprzedziły ją tylko Marion Josserand z Francji i Austriaczka Katharina Gutensohn. Najlepsze wyniki osiągała w sezonie 2010/2011, kiedy to zajęła siódme miejsce w klasyfikacji generalnej, a w klasyfikacji skicrossu była trzecia. Trzecie miejsce w skicrossie zajęła także w sezonie 2008/2009. W 2011 roku zdobyła złoty medal podczas mistrzostw świata w Deer Valley, pokonując swą rodaczkę, Julię Murray i Annę Holmlund ze Szwecji. Na rozgrywanych trzy lata później igrzyskach olimpijskich w Soczi zajęła drugie miejsce, ulegając tylko innej Kanadyjce, Marielle Thompson. Zdobyła też złoty medal na igrzyskach w Pjongczangu w 2018 roku. Po zakończeniu sezonu 2018/2019 ogłosiła zakończenie sportowej kariery.

## Osiągnięcia

### Igrzyska olimpijskie
| Miejsce | Dzień     | Rok  | Miejscowość | Konkurencja | Zwycięzca         |
| ------- | --------- | ---- | ----------- | ----------- | ----------------- |
| 5.      | 23 lutego | 2010 | Vancouver   | Skicross    | Ashleigh McIvor   |
| 2.      | 21 lutego | 2014 | Soczi       | Skicross    | Marielle Thompson |
| 1.      | 23 lutego | 2018 | Pjongczang  | Skicross    | -                 |

### Mistrzostwa świata
| Miejsce | Dzień    | Rok  | Miejscowość | Konkurencja | Zwycięzca         |
| ------- | -------- | ---- | ----------- | ----------- | ----------------- |
| 5.      | 2 marca  | 2009 | Inawashiro  | Skicross    | Ashleigh McIvor   |
| 1.      | 4 lutego | 2011 | Deer Valley | Skicross    | -                 |
| DNS     | 10 marca | 2013 | Voss        | Skicross    | Fanny Smith       |
| 5.      | 2 lutego | 2019 | Solitude    | Skicross    | Marielle Thompson |

### Puchar Świata

#### Miejsca w klasyfikacji generalnej
- sezon 2008/2009: 12.
- sezon 2009/2010: 11.
- sezon 2010/2011: 7.
- sezon 2011/2012: 29.
- sezon 2012/2013: 19.
- sezon 2013/2014: 73.
- sezon 2015/2016: 31.
- sezon 2016/2017: 134.
- sezon 2017/2018: 27.
- sezon 2018/2019: 32.

### Zwycięstwa w zawodach
1. L’Alpe d’Huez – 13 stycznia – 2010 (skicross)
2. Lake Placid – 24 stycznia 2010 (skicross)
3. Grindelwald – 12 marca 2010 (skicross)
4. L’Alpe d’Huez – 12 stycznia 2011 (skicross)
5. Innichen – 17 grudnia 2011 (skicross)
6. Innichen – 18 grudnia 2011 (skicross)
7. Innichen – 23 grudnia 2012 (skicross)
8. Soczi – 19 lutego 2013 (skicross)

#### Miejsca na podium
1. St. Johann in Tirol – 5 stycznia 2009 (skicross) – 3. miejsce
2. La Plagne – 20 marca – 2009 (skicross) – 2. miejsce
3. Innichen – 18 grudnia 2010 (skicross) – 2. miejsce
4. Les Contamines – 16 stycznia 2011 (skicross) – 2. miejsce
5. Branäs – 13 marca 2011 (skicross) – 2. miejsce
6. Voss – 19 marca 2011 (skicross) – 2. miejsce
7. Megève – 16 stycznia 2013 (skicross) – 2. miejsce
8. Innichen – 21 grudnia 2013 (skicross) – 2. miejsce
9. Innichen – 20 grudnia 2015 (skicross) – 2. miejsce
10. Pjongczang – 28 lutego 2016 (skicross) – 2. miejsce
11. Val Thorens – 7 grudnia 2017 (skicross) – 3. miejsce
12. Idre – 20 stycznia 2019 (skicross) – 3. miejsce

- W sumie (8 zwycięstw, 9 drugich i 3 trzecie miejsca).